# Gora, Krško
Gora je naselje v Občini Krško.